# Tomma tunnor
"Tomma tunnor" är en sång från 1981 av den svenske musikern Ola Magnell. Den finns med på hans femte studioalbum Europaväg 66 (1981).
Låten spelades in sommaren 1981 i Metronomes studio, Stockholm och producerades av Finn Sjöberg. Medverkade gjorde Magnell (sång, gitarr), Hasse Olsson) (orgel) och Sten Forsman (bas).
Maritza Horn tolkade låten 1992 och Elin Sigvardsson spelade in en version för tributsamlingen Påtalåtar - en hyllning till Ola Magnell (2005). Därutöver har den i Magnells version medtagits på samlingsalbumen Ola Magnell: 74-87 (1994) samt Ola Magnell: Guldkorn (2000).

## Medverkande
- Sten Forsman – bas
- Ola Magnell – sång, gitarr
- Hasse Olsson) – orgel

### Fotnoter
1. 1 2  ”Ola Magnell”. Svensk mediedatabas. http://smdb.kb.se/catalog/search?q=ola+magnell&sort=OLDEST. Läst 24 januari 2013.
2. ↑  ”Europaväg 66”. Ola Magnell. http://www.magnell.nu/diskografi/europav%C3%A4g-66-1655953. Läst 24 januari 2013.